# Shire of Etheridge
De Shire of Etheridge is een lokaal overheidsgebied in Far North Queensland, het meest noordelijke deel van de Australische staat Queensland, in wat bekendstaat als de regio Savannah Gulf. De economie is gebaseerd op veeteelt en mijnbouw.
Het beslaat een gebied van 39.199 vierkante kilometer en bestaat sinds 1882 als een lokaal overheidsorgaan.

## Geschiedenis

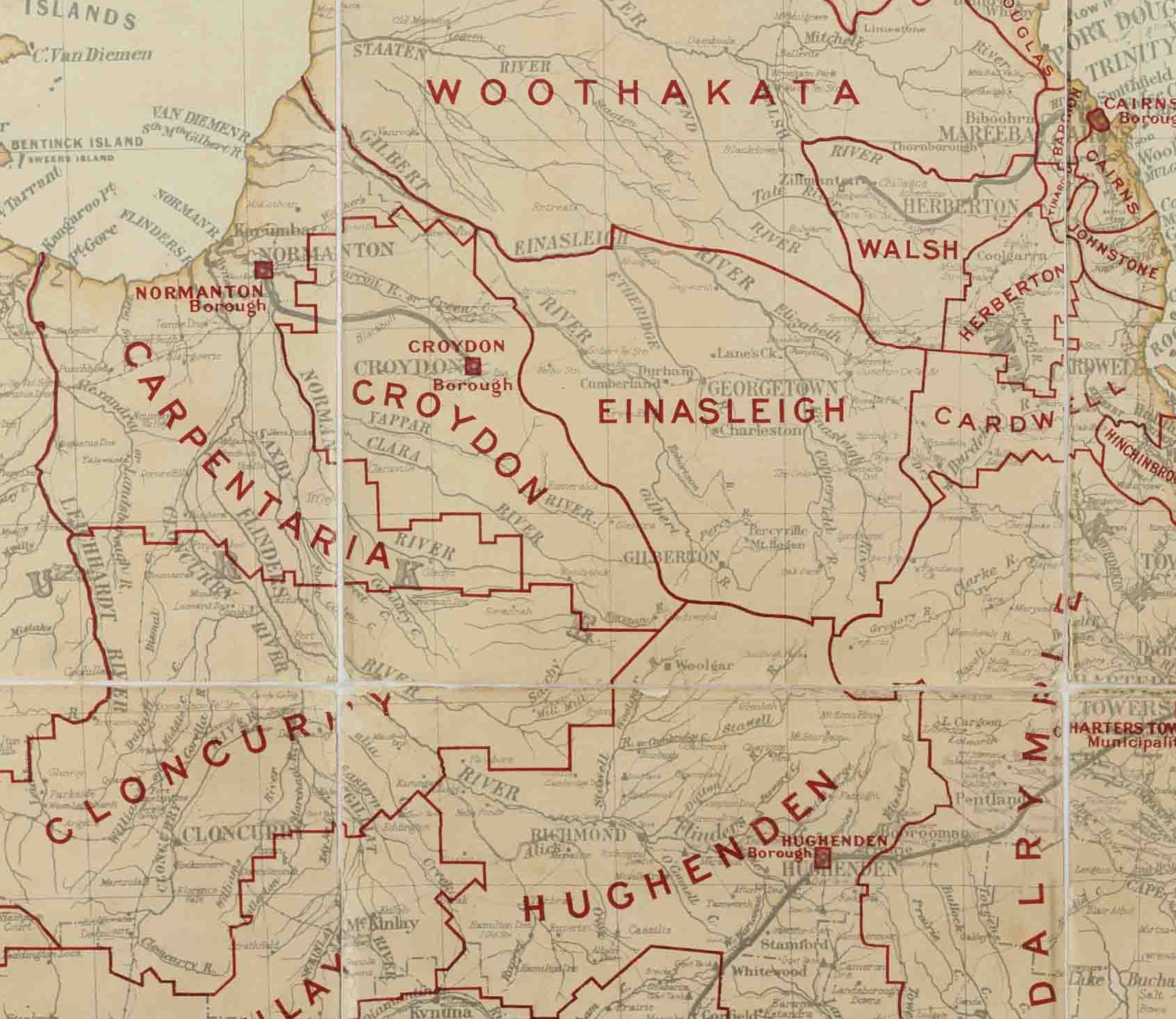
Kaart van de Einasleigh Division en aangrenzende lokale overheidsgebieden, maart 1902

Op 11 november 1879 werd de Divisie Einasleigh opgericht als een van de 74 divisies in Queensland onder de Devisional Boards Act van 1879, met een bevolking van 720. In 1891 werd gemeld dat het divisiebestuur geen vooruitgang had geboekt, wellicht omdat het een groot gebied besloeg dat dunbevolkt was.
Met de invoering van de Local Authorities Act in 1902 werd de Einasleigh Division op maart 1903 omgedoopt naar de Shire of Einasleigh.
Op 15 maart 1919 veranderde de naam naar Shire of Etheridge.

## Steden en plaatsen
De Shire of Etheridge omvat de volgende nederzettingen:
- Georgetown
- Einasleigh
- Forsayth
- Gilbert River
- Mount Surprise
- Abingdon Downs
- Conjuboy
- Gilberton
- Lyndhurst
- Northhead
- Strathmore
- Talaroo

### Voormalige steden en plaatsen
In het laatste decennium van de 19e eeuw had de Etheridge Shire veel mijnen. Dit leidde tot de oprichting van diverse gemeenschappen die in het heden niet meer bestaan:
- Cumberland
- Kidston

## Voorzieningen
De Etheridge Shile Council beheert een openbare bibliotheek in Georgetown.

## Bevolking
| Jaar | Bevolking |
| ---- | --------- |
| 1933 | 1.085     |
| 1947 | 860       |
| 1954 | 815       |
| 1961 | 828       |
| 1966 | 936       |
| 1971 | 974       |
| 1976 | 940       |
| 1981 | 1.010     |
| 1986 | 1.210     |
| 1991 | 1.377     |
| 1996 | 1.273     |
| 2001 | 1.423     |
| 2006 | 1.422     |
| 2016 | 799       |

## Voorzitters en burgemeesters
- 1888: C. Battersby
- 1927: WHG Gard
- 2008–2012: Warren Devlin
- 2012–2016: William Attwood
- 2016–2020: Warren Devlin
- 2020-heden: Barry Gilbert Hughes